# Anteophthalmosuchus
Anteophthalmosuchus — вимерлий рід гоніофолідідових мезоевкрокодилових з ранньої крейди південної Англії, східної Іспанії та західної Бельгії.
Приблизно 4 метри в довжину A. hooleyi був би найбільшим крокодилоподібним у збірці фауни Велдена, більшим за сучасні види Hylaeochampsa vectiana, Leiokarinosuchus brookensis і Vectisuchus leptognathus.